# Schloss Grafenaschau

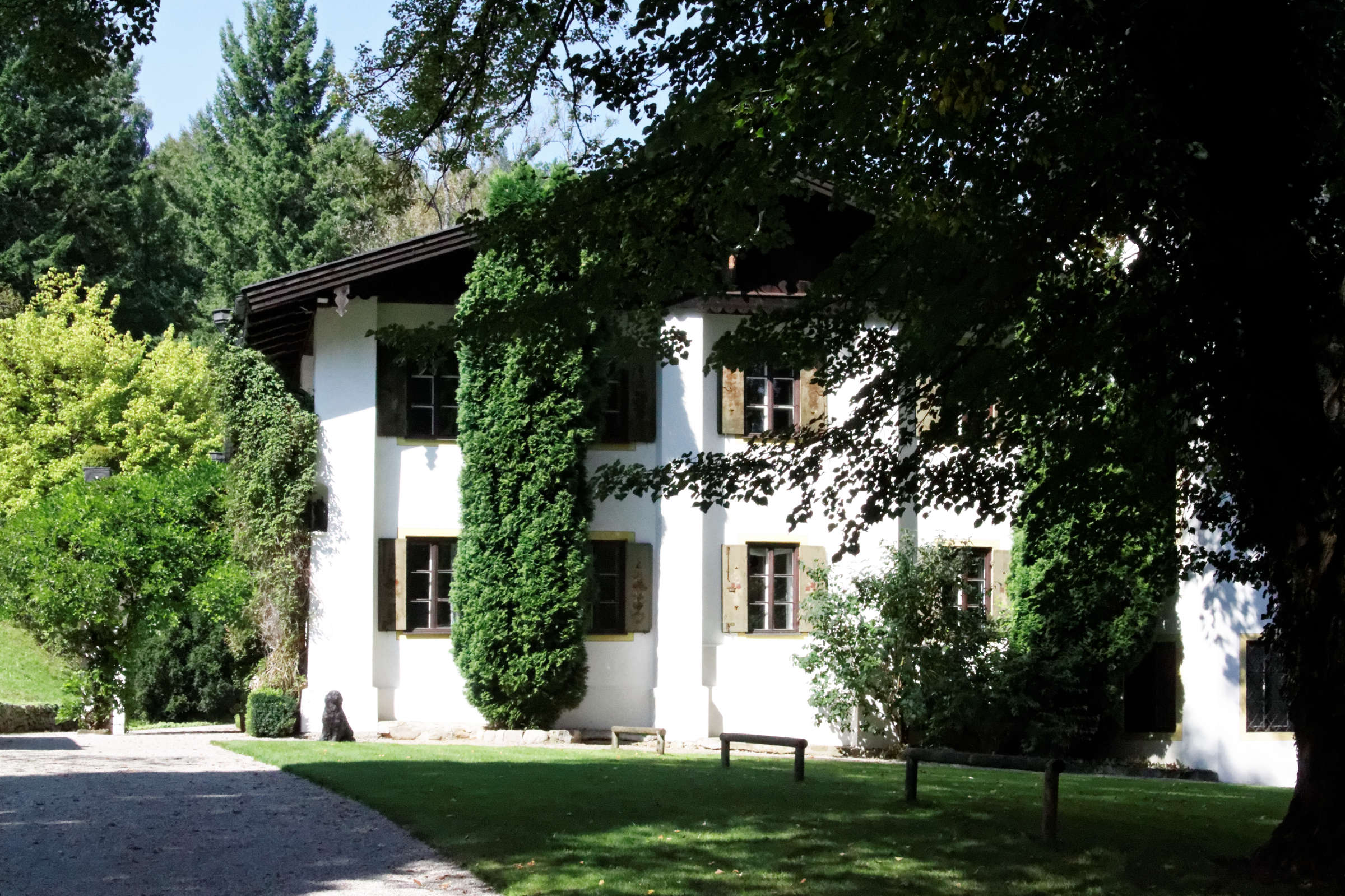
Schloss Grafenaschau

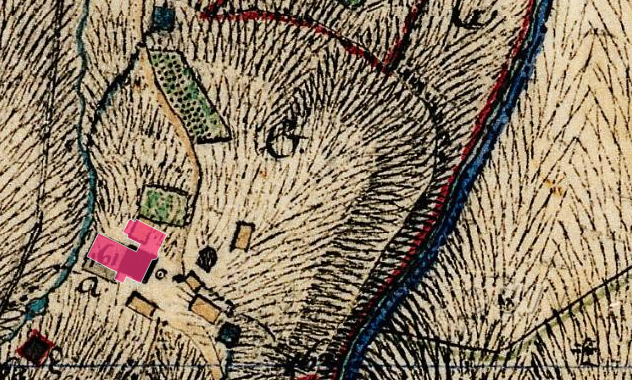
Lageplan von Schloss Grafenaschau auf dem Urkataster von Bayern

Das Schloss Grafenaschau in Grafenaschau, dem Hauptort der Gemeinde Schwaigen im oberbayerischen Landkreis Garmisch-Partenkirchen, wurde über einem älteren Kern 1909–12 errichtet. Das Schloss im Stil eines Landhauses ist ein geschütztes Baudenkmal.
Es ist in der Denkmalliste Bayern folgendermaßen beschrieben:

„Landhaus, zweigeschossiger Doppelgiebelbau in alpenländischen Heimatstilformen mit Zwiebelturm, Laube und verschalten Giebelfeldern, von Emanuel von Seidl über älterem Kern erneuert und erweitert, 1909–12.“